# NeonoeN
NeonoeN ist eine montenegrinische Indie-Rock-Band, die 2012 in Podgorica gegründet wurde. Sie sollten Montenegro beim Eurovision Song Contest 2025 mit der Single Clickbait vertreten, zogen ihre Teilnahme jedoch zurück.

## Geschichte
Die Anfang 2012 in Podgorica unter dem Namen „Neon“ gegründete Band ist das Ergebnis der Zusammenarbeit zwischen Sänger Marko Vukčević und Gitarrist Ilija Pejović. Nach dem Mitwirken verschiedener anderer Musiker wurde die Besetzung mit dem Einstieg des Bassisten Filip Vulanović und des Schlagzeugers Milan Vujović endgültig festgelegt.
Trotz ihrer langen Aktivität in der lokalen Musikszene veröffentlichten Neon erst 2018 ihre Debütsingle Ti i ja und wandten sich schließlich der Schaffung eigener Songs zu. Im selben Jahr waren sie Gäste der RTCG-Musiksendung Obrati pažnju, wo sie einige Coverversionen berühmter Lieder aufführten, darunter Lonely Boy von The Black Keys, Za laku noć von Perper und der Performance des montenegrinischen Volkslieds Još ne sviće rujna zora.
Drei Jahre später, im Jahr 2022, arbeiteten sie mit Ivan Dečak, dem Frontmann der kroatischen Band Vatra, für die Kreation des Liedes Daleko odavde zusammen.
Im Jahr 2023, anlässlich ihres zehnjährigen Jubiläums, beschlossen Neon, ihren Namen in NeonoeN zu ändern, um etwaige Verwechslungen mit anderen Bands gleichen Namens im In- und Ausland zu vermeiden. Diese Änderung ging mit der Produktion von zwei bisher unveröffentlichten Singles einher, die beim Zabjelo Cultural Festival uraufgeführt wurden. Mit der Veröffentlichung des Songs Dok ne udahnem te gaben die Mitglieder der Gruppe bekannt, dass sie an ihrem ersten Album arbeiten, dessen Veröffentlichung für 2024 geplant war.
Am 10. Oktober 2024 wurde NeonoeNs Teilnahme am Montesong 2024 offiziell bekannt gegeben, einer Veranstaltung, die der Auswahl des montenegrinischen Vertreters beim Eurovision Song Contest 2025 gewidmet war und bei dem sie das Lied Clickbait sangen. Am 27. November, im Finale des Wettbewerbs, siegte die Gruppe und sollte daher Montenegro beim ESC 2025 in Basel in der Schweiz vertreten. 
Am 3. Dezember 2024 wurde bekannt, dass ihr Wettbewerbstitel im Jahr 2023 aufgeführt wurde und damit gegen eine Regel verstößt, die besagt, dass „kein Song vor dem 1. September vollständig aufgeführt werden darf“. Am 4. Dezember 2024 gab NeonoeN bekannt das man nach Rücksprache mit Radio i Televizija Crne Gore (RTCG) auf eine Teilnahme am Eurovision Song Contest verzichten werde. RTCG gab daraufhin bekannt, in den darauffolgenden Tagen eine Entscheidung bezüglich des montenegrinischen Beitrags zu treffen. Schlussendlich wurde entschieden, dass Nina Žižić im Jahr 2025 Montenegro beim ESC vertreten werde.

## Diskografie
Singles
- 2018: Ti i ja
- 2018: Tattoo
- 2019: Mit
- 2022: Daleko odavde (feat. Ivan Dečak)
- 2023: Dok ne udahnem te
- 2023: Dječak sa vjetrom u kosi
- 2024: Clickbait